# Kern'75
Kern'75 is een lokale politieke partij in de gemeente Gilze en Rijen.
Kern'75 heeft haar ontstaan in Gilze, de partij is voortgekomen uit de werknemerspartij en de lijst van Gool. Sinds haar oprichting in 1975 zette de partij zich vooral in voor de leefbaarheid van de kernen.
| 4 | 4 | 4 | 7 | 8 | 5 |